# Клинтонвил (Висконсин)
Клинтонвил (енгл. Clintonville) град је у америчкој савезној држави Висконсин.

## Демографија
По попису из 2010. године број становника је 4.559, што је 177 (-3,7%) становника мање него 2000. године.
| Група             | 2000.         | 2010.         |
| Белци             | 4.552 (96,1%) | 4.278 (93,8%) |
| Афроамериканци    | 11 (0,2%)     | 13 (0,3%)     |
| Азијати           | 12 (0,3%)     | 17 (0,4%)     |
| Хиспаноамериканци | 102 (2,2%)    | 149 (3,3%)    |
| Укупно            | 4.736         | 4.559         |